# Corynosoma
Corynosoma är ett släkte av hakmaskar som beskrevs av Lühe 1905. Corynosoma ingår i familjen Polymorphidae.
Släktet Corynosoma indelas i:
- Corynosoma alaskensis
- Corynosoma anatarium
- Corynosoma australe
- Corynosoma bullosum
- Corynosoma cameroni
- Corynosoma capsicum
- Corynosoma clavatum
- Corynosoma clementi
- Corynosoma constrictum
- Corynosoma curiliensis
- Corynosoma enhydri
- Corynosoma enrietti
- Corynosoma falcatum
- Corynosoma hadweni
- Corynosoma hamanni
- Corynosoma kurilensis
- Corynosoma longilemniscatus
- Corynosoma macrosomum
- Corynosoma magdaleni
- Corynosoma mandarinca
- Corynosoma mirabilis
- Corynosoma obtuscens
- Corynosoma otariae
- Corynosoma pacifica
- Corynosoma peposacae
- Corynosoma pyriforme
- Corynosoma rauschi
- Corynosoma reductum
- Corynosoma semerme
- Corynosoma septentrionalis
- Corynosoma seropedicus
- Corynosoma shackletoni
- Corynosoma similis
- Corynosoma singularis
- Corynosoma strumosum
- Corynosoma sudsuche
- Corynosoma tunitae
- Corynosoma turbidum
- Corynosoma validum
- Corynosoma wegeneri
- Corynosoma ventronudum
- Corynosoma villosum